# Équipe du Kirghizistan féminine de football

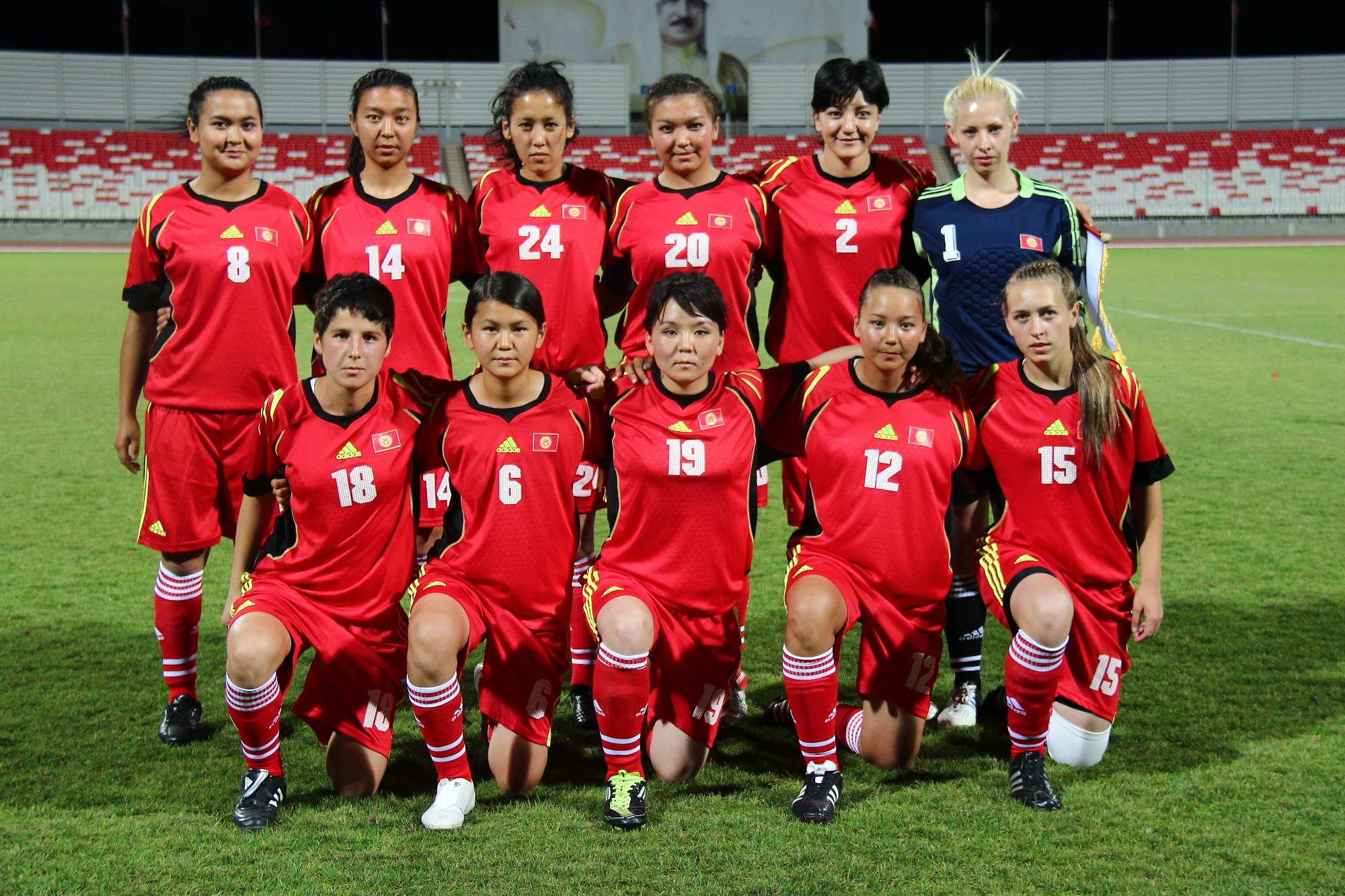
L'équipe du Kirghizistan féminine de football en mai 2013 en football

Cet article traite de l'équipe féminine. Pour l'équipe masculine, voir Équipe du Kirghizistan de football.
L'équipe du Kirghizistan féminine de football est l'équipe nationale qui représente le Kirghizistan dans les compétitions internationales de football féminin. Elle est gérée par la Fédération du Kirghizistan de football.
Le Kirghizistan joue son premier match officiel le 23 avril 2009 contre la Malaisie, pour une défaite sur le score de 5 à 1. L'équipe est troisième du Championnat d'Asie centrale féminin de football en 2022.
Les Kirghizes n'ont jamais participé à une phase finale de compétition majeure de football féminin, que ce soit la Coupe d'Asie, la Coupe du monde ou les Jeux olympiques.